# Canistota
La ville américaine de Canistota est située dans le comté de McCook, dans l’État du Dakota du Sud. Elle comptait 665 habitants lors du recensement de 2010.
La municipalité s'étend sur 0,56 milles carrés (1,45 km2).

## Origine du nom
La localité est établie en 1883 sous le nom de Canastota, d’après une ville de l’État de New York. Mais son nom a été mal écrit dans la demande d’ouverture d’un bureau de poste et la ville s’appelle désormais Canistota.

## Démographie
| 1910 | 1920 | 1930 | 1940 | 1950 | 1960 |
| ---- | ---- | ---- | ---- | ---- | ---- |
| 409  | 594  | 590  | 665  | 687  | 627  |

| 1970 | 1980 | 1990 | 2000 | 2010 | - |
| ---- | ---- | ---- | ---- | ---- | - |
| 636  | 626  | 608  | 700  | 656  | - |